# Juillet 1913

## Événements
- Afrique[1] : début des prêches de William Wade Harris au Libéria et en Côte d'Ivoire (fin en janvier 1915).
- À Nankin, le Guomindang vote la déchéance de Yuan Shikai qui réplique par la force du 12 au 29 juillet.
- Loi de juillet 1913 en Allemagne : l’état-major allemand obtient que l’armée active soit portée de 621 000 à 761 000 puis 820 000 hommes.
- L’Allemagne, l’Italie et l’Autriche-Hongrie concluent une convention navale prévoyant une concentration des moyens afin de couper les communications entre la France et l’Algérie.
- Le gouvernement allemand freine l’Autriche-Hongrie lorsqu’elle envisage d’intervenir aux côtés de la Bulgarie contre la Serbie.

- 1er juillet :
  - France : Peugeot lance la « Bébé », voiturette dessinée par Ettore Bugatti.
  - Le protectorat de Zanzibar est transféré du Foreign Office au Colonial Office et reçoit un résident britannique[2].
  - Deuxième Guerre balkanique. À la suite de l’entrée des troupes bulgares en Macédoine, la Grèce et la Serbie déclarent la guerre à la Bulgarie.

- 2 juillet : Marcel Brindejonc des Moulinais est accueilli triomphalement à Paris après avoir parcouru 4 820 km en Europe.

- 7 juillet[3]: création du ministère de l’instruction publique au Portugal.

- 10 juillet : la Roumanie se range aux côtés de la Serbie et de la Grèce.

- 12 juillet : sixième édition du Grand Prix de France à Amiens. Le pilote français Georges Boillot s'impose sur une Peugeot.

- 19 juillet, France : loi des trois ans sur le service militaire.

- 31 juillet : les États balkaniques signent un armistice à Bucarest.

## Naissances
- 1er juillet : Edgard De Caluwé, coureur cycliste belge († 16 mai 1985).
- 10 juillet : Sylvère Jezo, coureur cycliste français († 19 janvier 1976).
- 11 juillet : Antoine Martinez, peintre français († 11 avril 1970).
- 13 juillet : Willy Michaux, coureur cycliste belge de demi-fond († 22 octobre 2002).
- 14 juillet : Gerald Ford, président des États-Unis de 1974 à 1977. († 26 décembre 2006)
- 15 juillet : Jérôme Louis Rakotomalala, cardinal malgache, archevêque de Tananarive († 1er novembre 1975).
- 15 juillet : Boubacar Traoré, militaire malien († 3 septembre 1974).
- 16 juillet : Woodrow Stanley Lloyd, premier ministre de la Saskatchewan († 7 avril 1972).
- 17 juillet : Roger Garaudy, homme politique, philosophe et écrivain français († 13 juin 2012).
- 18 juillet : Madame Soleil, astrologue française († 27 octobre 1996).
- 20 juillet : Georges Rohner, peintre français († 3 novembre 2000).
- 31 juillet : Jacques Moeschal, architecte et sculpteur belge († 24 décembre 2004).

## Décès
- 13 juillet : Louis Hémon, romancier.
- 21 juillet : François Delamaire, archevêque de Cambrai (° 4 février 1848).